# La Fraternidad
La Fraternidad es un sindicato argentino que agrupa a los maquinistas (conductores) de locomotoras y trenes. Fue el segundo sindicato en obtener la personería jurídica en la Argentina, habiéndose fundado el 20 de junio de 1887, en Buenos Aires, con el nombre de «La Fraternidad», Sociedad de Ayuda Mutua entre Maquinistas y Fogoneros de Locomotoras. Está afiliado a la Confederación General del Trabajo (CGT), Federación Internacional del Transporte (ITF) y Confederación Argentina de Trabajadores del Transporte (CATT).

## Historia
La Fraternidad, originado en una mutual, como muchos otros sindicatos, fue el primer sindicato argentino en organizarse nacionalmente, aprovechando la estructura de las empresas ferroviarias. Debido a ello, jugó un importante papel ayudando a organizar sindicatos en otras ramas por todo el país.

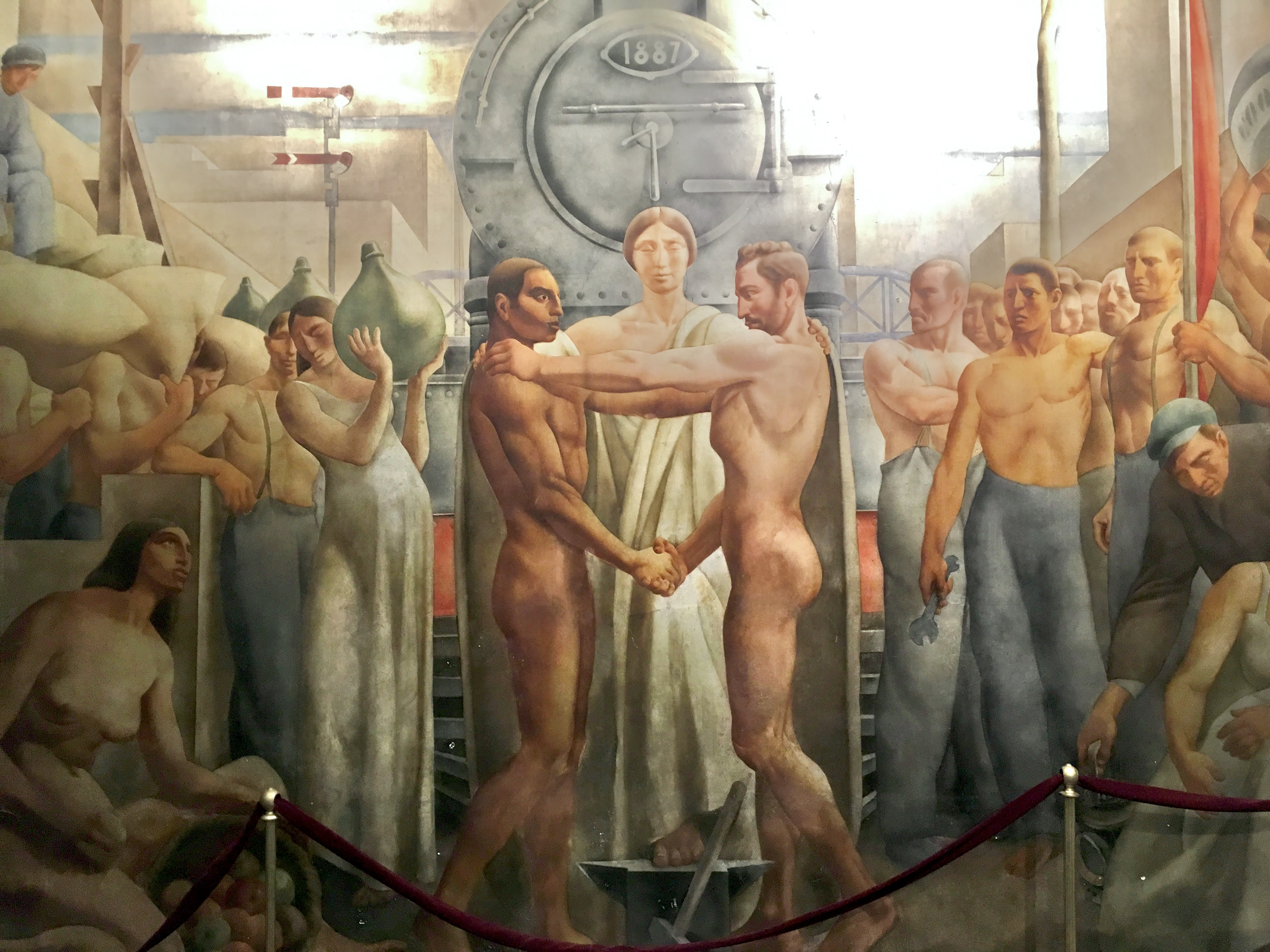
Mural en la entrada compartida por La Fraternidad y el Teatro Empire

La Argentina moderna se organizó en la segunda mitad del siglo XIX sobre la base de un modelo agroexportador de carnes y cereales. Ese modelo tenía cinco actividades económicas principales: las estancias, los ferrocarriles, los frigoríficos, el puerto y los buques. De ellas, eran los ferrocarriles la actividad decisiva que permitía controlar todo el sistema. La red ferroviaria argentina estaba principalmente en manos de empresas inglesas, llegando a conformar una de las redes más extensas del mundo.
La primera huelga ferroviaria se realizó en 1888 se originó a raíz de un accidente que causó la muerte de una persona en la estación San Martín (actual Ferrocarril General Bartolomé Mitre). El trato brutal dado al maquinista por la policía desencadenó la huelga exigiendo y logrando su libertad. 
El mismo año, los obreros del taller de Sola del Ferrocarril Sud (no organizados en La Fraternidad), exigieron el pago de sus salarios en oro con el fin de evitar el deterioro de los mismos por obra de la inflación. La reunión de los huelguistas en la Plaza Herrera fue reprimida por la policía con armas de fuego, hiriendo a varios obreros y deteniendo a 160 huelguistas. Fue el primer acto de represión armada contra los trabajadores argentinos. Aunque esa huelga fracasó, otras huelgas similares triunfaron al año siguiente. Las empresas, sin embargo, lograrían anular el beneficio, recurriendo al sistema de subcontratación.
En las décadas siguientes, La Fraternidad formó con la Unión Ferroviaria, que organizaba a los demás trabajadores ferroviarios, la Confederación Ferroviaria, que se convertiría en el sindicato de rama modelo en la Argentina, que dominaría el movimiento obrero argentino hasta mediados de la década del 40, cuando comenzaría a ser reemplazada en su liderazgo por la Unión Obrera Metalúrgica (UOM), impulsada por el proceso de industrialización del país.
En esos años de hegemonía La Fraternidad y la Unión Ferroviaria, constituyeron el corazón de la Confederación Obrera Argentina (COA), primero y la Confederación General del Trabajo (CGT), fundada en 1930. Cuando la CGT se dividió en dos en 1942, los sindicatos ferroviarios permanecieron en la CGT Nº1.

## Sede

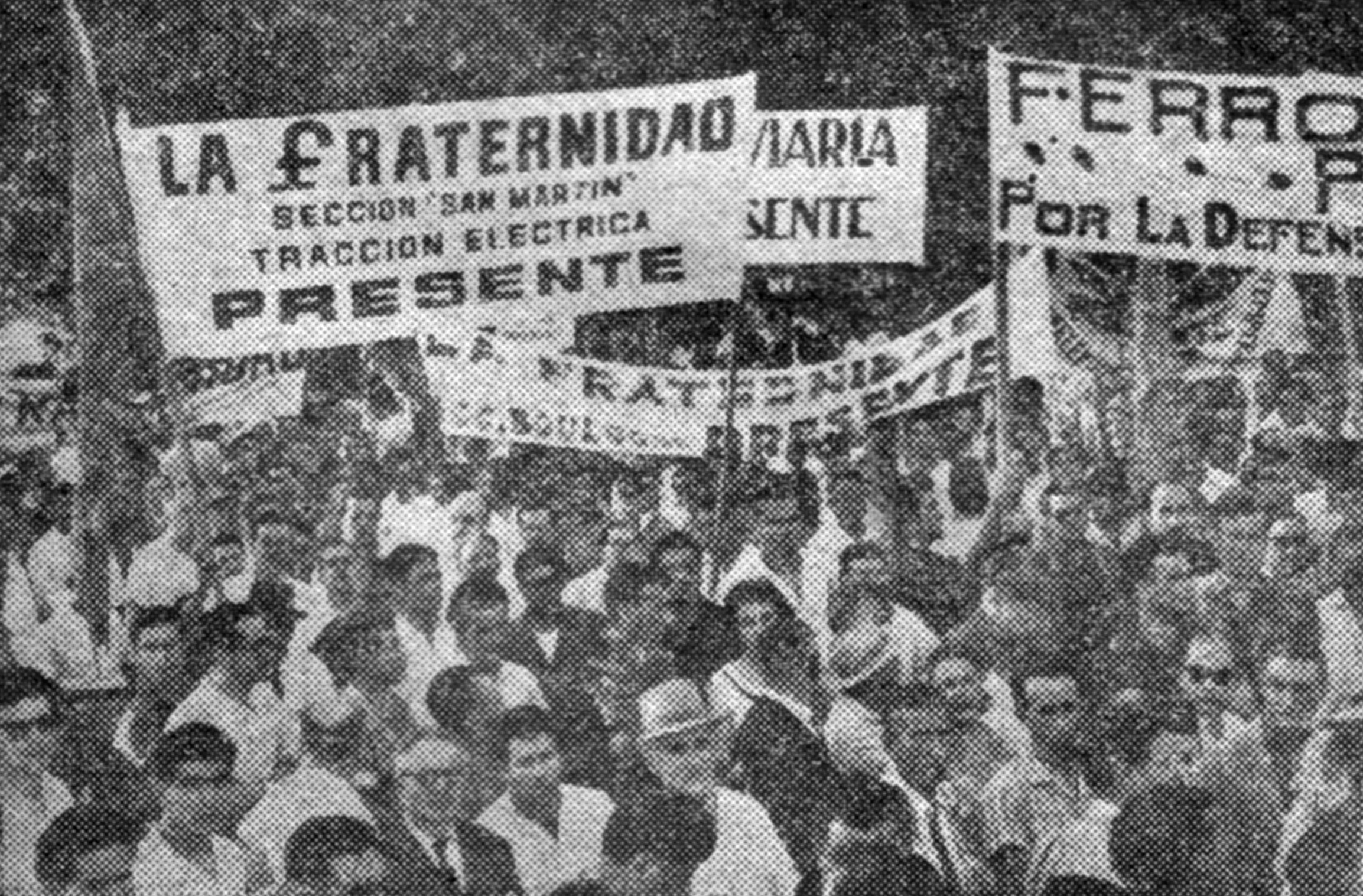
Manifestantes de La Fraternidad en huelga contra el Plan Larkin.

El edificio de La Fraternidad fue proyectado en 1931 por el arquitecto Jorge Sabaté (cuyo diseño fue elegido mediante concurso), en el estilo art decó que dominaba al gusto de la época. Construida en 1933 e inaugurada en 1934, esta obra con subsuelo, planta baja y cuatro pisos altos tuvo la premisa de concentrar la sede social del sindicato (incluyendo un salón de actos y cine-teatro), las oficinas administrativas, una escuela, la redacción de la revista gremial y la vivienda del Secretario Gerente. fue ubicada en un lugar estratégico de Buenos Aires, a un lado del Congreso de la Nación.
La fachada del edificio está organizada en cinco paños de ventanas, separados por falsas pilastras, y el basamento posee tres entradas. La central es la de mayor dimensión, y es el acceso a la sede social y sala de cine-teatro. Está coronada por un relieve que reza "La Fraternidad", y da acceso a un imponente vestíbulo adornado con frisos diseñados por Daniel Ortolani y Adolfo Montero, que relatan la historia del transporte en la Argentina. Las dos entradas laterales llevan: una al sótano, donde se instaló el bufet y las salas de máquinas, y la otra a los pisos superiores, que alojan las oficinas (segundo piso), la escuela y la redacción (tercer piso) y la vivienda del Secretario gerente (último piso). Finalmente, el remate está coronado por dos torretas laterales, escalonadas.
La sala de cine-teatro, que se conoce con el nombre de Teatro Empire, funcionó como auditorio de LR3 Radio Belgrano en los años '40. Continúa en actividades hoy en día, y fue restaurada en 2008. Entre los artistas que circularon por su escenario han estado Maurice Chevalier, Josephine Baker, Azucena Maizani, Hugo del Carril y Alfredo Alcón.

## Autoridades

### Comisión directiva fundadora
- Presidente: Aurelio Arévalo
- Secretario: Linares José
- Tesorero: Serafín Rosende
- Vocal: Vicente Boo
- Vocal: José Ratti
- Vocal: Juan Bianchi
- Vocal: José Molinari
- Vocal: Antonio Arévalo
- Vocal: Juan Pascual
- Vocal: Vicente Pérez
- Vocal: Carlos Terrible
- Vocal: Ignacio Bertoloni
- Vocal: Manuel Carballo

### Comisión directiva actual
- Secretario General: Omar Aristides Maturano
- Secretario Adjunto: Simón Ariel Coria
- Secretario de Hacienda y Patrimonio: Nicolás Antonio Coria
- Secretario Administrativo: Ángel Domingo Panelo
- Secretario de Organización: Miguel Ángel Fontanarrosa
- Secretario Gremial e Interior: Sebastian Omar Maturano
- Secretario de Derechos Humanos: Miguel Ángel Albarracin
- Secretario de Política Ferroviaria: Jorge Ricardo Paiz
- Secretario de la Juventud: Julian Sosa Capello
- Secretario Acción Social: Hugo René Vega
- Secretario de Turismo: Nicolás Octavio Galeano
- Secretario de Seguridad e Higiene Laboral: Julio Adolfo Sosa
- Secretario de Capacitación Sindical, Legal y Técnica: Hugo César Elbey
- Secretario de Prensa y Propaganda: Agustín Clemente Special
- Secretario de Previsión Social: Carlos Domingo Visciarelli
- Gerente General: Lisandro Walter Cousiño